# エマの秘密に恋したら
『エマの秘密に恋したら』（原題:Can You Keep a Secret?）は2019年に公開されたアメリカ合衆国のロマンティック・コメディ映画である。監督はエリース・デュラン、主演はアレクサンドラ・ダダリオが務めた。本作はソフィー・キンセラが2003年に発表した小説『エマの秘密に恋したら...』を原作としている。

## 概略
エマ・コリガンは食品会社でマーケティングの仕事に従事していた。ある日、エマはシカゴへ商品を売り込みに行ったが、その結果は散々なものであった。ヤケ酒をあおったエマが飛行機に乗っていると、気流の乱れで大きな揺れが発生した。飛行機が墜落すると勘違いしたエマは、隣に座っていたイケメンに自分の秘密を次々と暴露した。しかし、飛行機は何事もなく着陸したため、エマは自分の行いの軽率さを恥じた。
翌日、エマの仕事場を社長（ジャック）が直々に訪問したが、その顔を見た瞬間、エマは仰天した。飛行機で隣に座っていたイケメンがジャックだと知ったためである。「もうおしまいだ」と思ったエマだったが、ジャックはそんなエマをディナーに招待した。2人は急激に親密になっていったが、エマには1つ気がかりなことがあった。それはジャックが自分のことを一切語ろうとしないことであった。

## キャスト
- エマ・コリガン：アレクサンドラ・ダダリオ
- ジャック・ハーパー：タイラー・ホークリン
- リッシー：スニータ・マニ
- シビル：ラバーン・コックス
- ジェマ：キミコ・グレン
- ダグ：ボビー・ティスデール
- アルテミス：ケイト・イーストン
- コナー・マーティン：デヴィッド・イーバート
- ケイシー：ロバート・キング
- オマール：サム・アスガリ
- ミック：ジュダ・フリードランダー

## 製作
2018年7月24日、アレクサンドラ・ダダリオの起用が発表された。8月15日、タイラー・ホークリンが本作に出演すると報じられた。2019年5月20日、ジェフ・カルドーニが本作で使用される楽曲を手がけるとの報道があった。

## 公開・マーケティング
2019年7月24日、ヴァーティカル・エンターテインメントが本作の全米配給権を獲得したと報じられた。8月16日、本作のオフィシャル・トレイラーが公開された。

## 評価
本作に対する批評家の評価は芳しいものではない。映画批評集積サイトのRotten Tomatoesには17件のレビューがあり、批評家支持率は29%、平均点は10点満点で4.36点となっている。また、Metacriticには4件のレビューがあり、加重平均値は35/100となっている。